# Thomas Francis Meagher

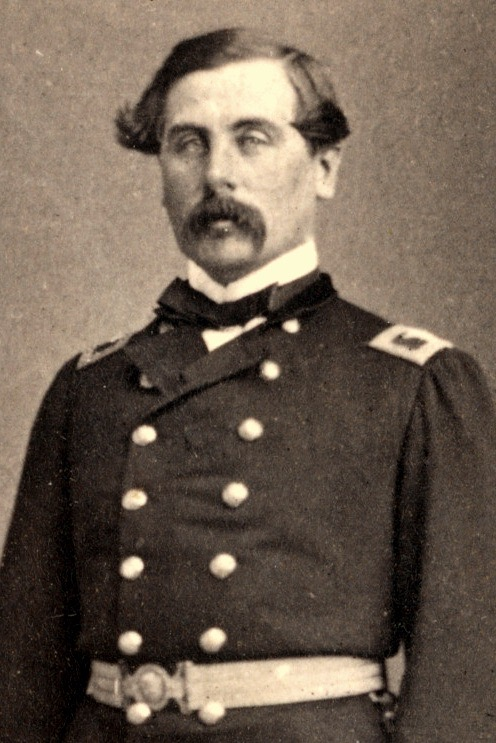
Thomas Francis Meagher

Thomas Francis Meagher (* 3. August 1823 in Waterford, Irland; † 1. Juli 1867 im Missouri River, Montana-Territorium) war ein US-amerikanischer Politiker und von 1865 bis 1866 der zweite Gouverneur des Montana-Territoriums. Er war außerdem ein Young Irelander (irischer Freiheitskämpfer).

## Frühe Jahre
Thomas Meagher besuchte die Jesuitenschule Clongowes Wood College im County Kildare und das Stonyhurst College in Lancashire. Nach dem Ende seiner Studienzeit in England kehrte er 1843 in seinen Geburtsort Waterford zurück, wo er sich der irischen Unabhängigkeitsbewegung anschloss und den bewaffneten Aufstand gegen die britische Herrschaft forderte. Im Zusammenhang mit der Februarrevolution von 1848 reiste Meagher mit einigen politischen Verbündeten nach Frankreich, um den Franzosen für die gelungene Revolution zu gratulieren. Nach seiner Rückkehr schlug er den Iren in Anlehnung an die französische Trikolore eine neue Fahne in den Farben grün, weiß und orange vor. Wegen seiner weiteren politischen Aktivitäten im Verlauf des Jahres 1848, die sich gegen die britische Regierung richteten, wurde er von den Engländern verhaftet und wegen Hochverrats zum Tode verurteilt. Das Urteil wurde später zu einer lebenslangen Verbannung nach Tasmanien umgewandelt. Im Jahr 1849 wurde er dorthin verbracht und im Januar 1852 gelang ihm die Flucht nach Amerika.

## Meagher im Amerikanischen Bürgerkrieg
Nach seiner Ankunft in New York City wurde er von seinen dort lebenden irischen Landsleuten herzlich aufgenommen. Dann studierte er Jura und wurde 1855 als Rechtsanwalt zugelassen. Außerdem wurde er journalistisch tätig. Er gründete eine Zeitung mit dem Namen Irish News, die vor allem seine gleich gesinnten Landsleute in den USA ansprechen sollte. Der Bürgerkrieg teilte auch die irische Kolonie in den USA in zwei Lager. Während sich viele Iren den Südstaaten anschlossen, gab es auch eine Gruppe, zu der Meagher gehörte, die sich für die Union entschieden. Meagher trat in die US Army ein und führte seit April 1861 das 69. New Yorker Miliz Regiment. Er diente als Stabsoffizier in der Schlacht am Bull Run, bevor er am 3. August 1861 das Kommando über die 2. („Irish“) Brigade erhielt und die er im Winter für den Halbinsel-Feldzug organisierte. Am 3. Februar 1862 wurde er Brigadegeneral und führte seine Brigade im Rahmen der Division Sumner bei der Potomac-Armee. Seine Truppen kämpften bei Seven Pines und während der Sieben Tage Schlacht. Im Herbst 1862 kämpfte er in der Schlacht bei Antietam und von Fredericksburg. Während der letzten Kriegsjahre wurde er aber im Westen der USA außerhalb des eigentlichen Kampfgebiets eingesetzt. Nach dem Krieg wurde er zum Staatssekretär im Montana-Territorium ernannt.

## Territorialgouverneur in Montana
Bald nach seiner Ankunft im Montana-Territorium wurde er als Nachfolger von Sidney Edgerton amtierender Territorialgouverneur. Er übte dieses Amt bis zur Ankunft von Green Clay Smith aus, der am 13. Juli 1866 von Präsident Andrew Johnson zum offiziellen Territorialgouverneur ernannt wurde. Danach war Meagher wieder Staatssekretär. In Montana versuchte er ausgleichend auf die bestehende politischen Auseinandersetzungen zwischen den Republikanern und den Demokraten einzuwirken. Dieser Versuch war wenig erfolgreich und Meagher schaffte sich in beiden Lagern politische Gegner. Die Begnadigung eines verurteilten Mörders, der ebenfalls aus Irland stammte, brachte die Bevölkerung weiter gegen ihn auf. In diesen Jahren zogen viele Amerikaner aus verschiedenen Gründen nach Montana. Unter anderem folgten sie Gerüchten von Goldfunden. Dabei wurden bestehende Verträge mit den Indianern verletzt und es kam zu Indianerkriegen. Meagher baute mit Hilfe von Bundesgeldern eine Miliz auf. Er berief auch eine erste verfassungsgebende Versammlung in der Hoffnung ein, einen Beitritt des Gebietes zu den USA als Bundesstaat zu erreichen. Das war aber politisch zu diesem Zeitpunkt noch nicht durchsetzbar.

## Tod
Im Sommer 1867 reiste Meagher nach Fort Benton, das damals Endpunkt der Dampfschifffahrt auf dem Missouri war. Meagher wollte eine Waffenlieferung der Army für seine Miliz in Empfang nehmen. Anscheinend war sein Gesundheitszustand zu der Zeit angeschlagen. Am 1. Juli war er an Bord eines Schiffes und von dort verschwand er auf ungeklärte Weise. Man geht davon aus, dass er in den Missouri River gefallen und ertrunken ist. Angesichts der vielen Feinde, die er sich in Montana gemacht hatte, gab es bald Gerüchte, es könne sich um Mord handeln. Andere Theorien spekulieren über einen eventuellen Selbstmord mit dem Hinweis auf Meaghers depressive Stimmungslage kurz vor seinem Verschwinden. Die wahren Umstände seines Todes konnten nie aufgeklärt werden.